# Izna
izna（イズナ、韓: 이즈나）は、韓国の6人組ガールズグループ。WAKEONE所属。公式ファンネームは「naya」（ナヤ、韓: 나야）。デビュー日は2024年11月25日。

## 概要
韓国の音楽専門チャンネルMnetより放送されたアイドルオーディション番組『I-LAND2：N/a』にて選抜された6人より構成され、韓国国籍4人、日本国籍2人の多国籍グループである。THE BLACK LABELのTEDDYがプロデュースし、2024年11月25日デビュー。
グループ名「izna」は予測不可能な多様性の「N」と無限の可能性を持つ「a」が出会い「I(N/a)」を完成させるためのテストと競争を経て誕生したことに由来する。「いつでも、どこでも、何でも=すなわち私」を意味し、すべての可能性とメッセージを込めている。
ファンネーム「naya」は、グループ名の最後の2文字「na」と呼びかけを意味する「ya」を繋げたものである。また、ナヤは韓国語で「私よ」を意味することから「iznaを愛して応援する人はnaya(私よ)」と言う意味合いも込められている。
活動期間は7年の予定であり、WAKEONE初の正規ガールズグループである。

## 来歴

### 2024年
7月4日、『I-LAND2:N/a』の最終話にてデビューメンバーが決定。当初投票順位5人、PDによる選択1人の6人組で計画されたが、6人全員発表後テヤンが急きょメンバー追加することを発表し、セビが選ばれた。同日、公式SNSアカウントを順次開設し、ファンコミュニティプラットフォーム「PlusChat」もオープンした。
8月5日、公式SNSを通じてグループ及びユニットプロフィール画像を初めて公開した。
8月8日、公式SNSより、ファンクラブ「naya」を発表した。
11月3日、公式SNSより、11月25日にデビューすることを発表した。公式YouTubeを通じてトレーラー映像をリリースした。
11月26日付で、デビューアルバム「N/a」が日本のiTunesランキングで3位にランクインした。またタイやスロベニアで1位を獲得するなど、世界12ヶ国でiTunesランキングのTOP10に入った。

### 2025年
2月19日、ジユンが健康上の理由で活動を中断することが発表された。
3月31日、1stデジタルシングル「SIGN」をリリース。
6月9日、1stシングルアルバム「BEEP」をリリース。
8月19日、ジユンがグループを脱退することが発表された。

## メンバー
※ 順位は『I-LAND2:N/a』での最終順位。

### 現メンバー
| 名前             | 本名             | 本名     | 本名      | 本名          | 生年月日/出身地        | 出身地                    | 順位   | 備考                                                                    |
| 名前             | 仮名             | ハングル | 漢字表記  | ローマ字      | 生年月日/出身地        | 出身地                    | 順位   | 備考                                                                    |
| ---------------- | ---------------- | -------- | --------- | ------------- | ---------------------- | ------------------------- | ------ | ----------------------------------------------------------------------- |
| マイ             | とみおか まい    | 마이     | 富岡 茉衣 | TOMIOKA MAI   | 2004年10月28日（20歳） | 日本 神奈川県横浜市青葉区 | PD選択 | - 全国高校ダンス大会2位 - 「iCON Z」参加者 - ISTP                       |
| パン・ジミン     | パン・ジミン     | 방지민   | 房智玟    | BANG JEE MIN  | 2005年5月8日（20歳）   | 韓国 釜山広域市           | 2位    | - 「R U Next？」参加者 - INFP                                           |
| ココ             | ならい ここ      | 코코     | 楢井 瑚々 | NARAI KOKO    | 2006年11月14日（18歳） | 日本 大阪府               | 4位    | - EXPG大阪校出身 - 元XGALX練習生 - ESFJ                                 |
| ユ・サラン       | ユ・サラン       | 유사랑   | 柳사랑    | RYU SA RANG   | 2007年4月18日（18歳）  | 韓国 釜山広域市           | 5位    | - H.O.T.キッズダンサー出身 - INFP                                       |
| チェ・ジョンウン | チェ・ジョンウン | 최정은   | 崔庭銀    | CHOI JUNG EUN | 2007年8月4日（18歳）   | 韓国 仁川広域市           | 1位    | - 「CAP-TEEN」参加者 - シグナルソング「FINAL LOVE SONG」センター - ISFJ |
| チョン・セビ     | チョン・セビ     | 정세비   | 鄭勢譬    | JEONG SAE BI  | 2008年1月22日（17歳）  | 韓国 ソウル特別市         | PD選択 | ・練習生期間最長者(5年) - ENFP                                          |

### 旧メンバー
| 名前         | 本名         | 本名     | 本名     | 本名         | 生年月日/出身地       | 出身地          | 順位 | 備考                             |
| 名前         | 仮名         | ハングル | 漢字表記 | ローマ字     | 生年月日/出身地       | 出身地          | 順位 | 備考                             |
| ------------ | ------------ | -------- | -------- | ------------ | --------------------- | --------------- | ---- | -------------------------------- |
| ユン・ジユン | ユン・ジユン | 윤지윤   | 尹智允   | YOON JI YOON | 2005年7月14日（20歳） | 韓国 釜山広域市 | 3位  | - 元THE BLACK LABEL練習生 - ISFJ |

## ディスコグラフィ

### 韓国

#### ミニアルバム
| No. | タイトル               | 収録曲                                                      | Gaon チャート （週間） | 売上枚数 |
| --- | ---------------------- | ----------------------------------------------------------- | ---------------------- | -------- |
| 1st | N/a （2024年11月25日） | 1. IZNA 2. TIMEBOMB 3. IWALY (izna Ver.) 4. DRIP 5. FAKE IT |                        |          |

#### シングルアルバム
| No. | タイトル              | 収録曲                          | Gaon チャート （週間） | 売上枚数 |
| --- | --------------------- | ------------------------------- | ---------------------- | -------- |
| 1st | BEEP （2025年6月9日） | 1. BEEP 2. BEEP (Japan Edition) |                        |          |

#### デジタルシングル
| No. | タイトル               | Gaon チャート （週間） | 売上枚数 |
| --- | ---------------------- | ---------------------- | -------- |
| 1st | SIGN （2025年3月31日） |                        |          |

## 出演

### 広告・コラボレーション
- HKイノエン
  - Bewants（2024年7月5日 - 、ブランドミューズ）[1]
- The Nature Holdings
  - NATIONAL GEOGRAPHIC APPAREL（2024年11月7日 - 、アンバサダー）[13]

## 公演

### 合同公演
| 年     | 日             | 公演名                            | 会場                          |
| ------ | -------------- | --------------------------------- | ----------------------------- |
| 2024年 | 9月28日 - 29日 | KCON GERMANY 2024                 | ドイツ メッセ・フランクフルト |
| 2024年 | 11月24日       | 2024 MAMA AWARDS                  | 日本 京セラドーム             |
| 2024年 | 12月25日       | 2024 SBS歌謡大典                  | 韓国 Inspire Arena            |
| 2024年 | 12月31日       | 2024 MBC歌謡大祭典                | 韓国 MBC Dream Center         |
| 2024年 | 1月5日         | 第39回 ゴールデンディスクアワード | 日本 福岡ドーム               |
| 2025年 | 2月1日         | LAPOSTA 2025                      | 日本 東京ドーム               |
|        | 5月10･11日     | KCON JAPAN 2025                   | 幕張メッセ                    |